# José Antonio Alonso Suárez
José Antonio Alonso Suárez (León, 28 de marzo de 1960-Madrid, 2 de febrero de 2017) fue un juez y político español, perteneciente al Partido Socialista Obrero Español.
Comenzó su carrera judicial a la edad de 25 años, ascendiendo tres años más tarde a la categoría de magistrado. Al poco tiempo, sería destinado a la Audiencia Provincial de Madrid, donde desarrolló el resto de su carrera judicial. Paralelamente, también desarrolló una prolífera carrera política, siendo diputado en Congreso de los Diputados por León entre 2004 y 2012, así como ministro del Interior (2004-2006) y de Defensa (2006-2008). Abandonó la política en 2012, volviendo a su plaza en la Audiencia Provincial de Madrid. Falleció el 2 de febrero de 2017 a causa de un cáncer de pulmón.

## Biografía

### Carrera judicial
Leonés del barrio de El Crucero, fue amigo de la infancia de José Luis Rodríguez Zapatero, con quien compartió estudios básicos y superiores, estudió la carrera de Derecho en la Universidad de León, obteniendo la licenciatura y se convirtió en juez en 1985, a la edad de 25 años. En 1988 ascendió a magistrado, y un año más tarde fue nombrado juez penal en Madrid, y poco después, magistrado de la Audiencia Provincial de Madrid, cargo que ocupó hasta su muerte. Entre 1994 y 1998, fue el portavoz de Jueces para la Democracia. En 2001 fue elegido vocal en el Consejo General del Poder Judicial, cargo que abandonó en 2004 para concurrir a las elecciones generales como cabeza de lista por el PSOE en la provincia de León.
Tras dejar la actividad política se reincorporó a su puesto de magistrado en la Audiencia Provincial de Madrid, donde permaneció hasta su fallecimiento.
Casado y con un hijo, Alonso participó en numerosos cursos universitarios y conferencias relacionadas con el lenguaje, la economía, las leyes y la historia españolas.

### Carrera política
A finales de 2003, ante la cercanía de las elecciones generales de 2004, José Luis Rodríguez Zapatero, por entonces líder del PSOE en la oposición, le instó a optar a un escaño en el Congreso encabezando la lista del PSOE por su provincia natal en calidad de independiente enfrentándose al candidato por el PP, el exalcalde de León Juan Morano Masa. En dichas elecciones su lista fue la más votada en la provincia de León, obteniendo tres escaños frente a dos del PP, contribuyendo a la victoria del PSOE en las elecciones generales. El 18 de abril de 2004 fue nombrado ministro del Interior. En su mandato al frente de interior, se caracterizó por los éxitos policiales contra la banda terrorista ETA, siendo Alonso el primer ministro del Interior en cuyo mandato no hubo víctimas mortales perpetradas por ETA.
En abril de 2006, la dimisión de José Bono como ministro de Defensa conllevó su nombramiento para el cargo, dejando la cartera de Interior a Alfredo Pérez Rubalcaba. Desde este gabinete envió las tropas del Ejército español al Líbano después de la invasión de ese país por su vecino Israel, y aumentó las tropas en Afganistán donde había efectivos desde la anterior legislatura.
En las elecciones generales del 9 de marzo de 2008 repitió como cabeza de lista por el PSOE en la provincia de León y volvió a derrotar al candidato popular, Juan Morano Masa, por un margen aún mayor que en anteriores elecciones. El 24 de marzo de 2008 fue nombrado portavoz del PSOE en el Congreso en sustitución de Diego López Garrido.
El 10 de junio de 2011 sufrió un fuerte dolor de cabeza mientras almorzaba con unos amigos. Fue hospitalizado por una sospecha de ictus, un accidente cerebrovascular focalizado, que no se confirmó.
En las elecciones generales de 2011 volvió a encabezar la lista del PSOE en la provincia de León, obteniendo dos diputados frente a tres del Partido Popular, merced al retroceso de su partido al perder dichos comicios. En diciembre de 2012 abandonó la política «por razones personales y familiares», renunciando a su escaño, para solicitar su reingreso en la Audiencia Provincial de Madrid.
Falleció en el Hospital Ramón y Cajal de la capital española en la madrugada del 2 de febrero de 2017 a causa de un cáncer de pulmón, diagnosticado dos años antes.

## Cargos desempeñados
- Miembro del Consejo General del Poder Judicial (2003-2004).
- Diputado por León en el Congreso de los Diputados (2004-2012).
- Ministro del Interior (2004-2006).
- Ministro de Defensa (2006-2008).
- Portavoz del PSOE en el Congreso de los Diputados (2008-2012).